# 미즈노 아사히
미즈노 아사히(일본어: 水野朝陽 みずの あさひ[*], 1990년 11월 12일 ~ )는 일본의 AV 여배우이다. 2013년에 데뷔했다.